# Discografia de Megadeth
Esta lista traz a discografia da banda  norte-americana Megadeth, que consiste em quinze álbuns de estúdio, quatro álbuns ao vivo, cinco compilações, nove álbuns vídeo, dois extended plays, trinta e dois videoclipes e trinta e quatro singles oficiais.
O álbum de estreia da banda foi produzido independentemente com um investimento de US $ 12.000, ele possui baixa qualidade mas até hoje ele vendeu cerca de 200 mil cópias.
Um ano depois, lançaram o álbum Peace Sells... but Who's Buying?, que foi um grande sucesso e recebeu disco de platina nos Estados Unidos.
A faixa "Peace Sells" atingiu o 11º lugar no VH1 40 Greatest Metal Songs.
O álbum foi listado no livro dos 1001 álbuns que você deve ouvir antes de morrer e é atualmente considerado como um Thrash Metal clássico.
Em 1988 lançaram o terceiro álbum, So Far, So Good... So What!, que possui o clássico In My Darkest Hour, esse que por sua vez ficou três meses em primeiro lugar entre as mais tocadas nas rádios americanas.
Em 1990 lançaram seu magnum opus, Rust in Peace. É considerado um clássico do thrash metal. Alguns o apontam, ao lado de Master of Puppets do Metallica, como o melhor de toda história desse estilo.
O 13° álbum de estúdio da banda, TH1RT3EN, foi lançado em 2011. Que marca a volta do baixista David Ellefson, que tinha saído da banda em 2002.
Em 2013, lançaram Super Collider, mantendo a mesma formação até então.
No dia 22 de Janeiro de 2016 foi lançado Dystopia, 15° álbum da banda, já com uma nova formação, que inclui Kiko Loureiro.
Em setembro de 2022 foi lançado o álbum The Sick, the Dying... and the Dead! . O mais recente até então. 

## Álbuns de Estúdio
| Ano                                                        | Detalhes | Posições nas listas de vendas | Posições nas listas de vendas | Posições nas listas de vendas | Posições nas listas de vendas | Posições nas listas de vendas | Posições nas listas de vendas | Posições nas listas de vendas | Posições nas listas de vendas | Posições nas listas de vendas | Posições nas listas de vendas | Posições nas listas de vendas | Posições nas listas de vendas | Certificações (Vendas)                                                                      |
| Ano                                                        | Detalhes | US                            | AUS                           | AUT                           | CAN                           | FIN                           | FRA                           | GER                           | JPN                           | NLD                           | SWE                           | SWI                           | UK                            | Certificações (Vendas)                                                                      |
| ---------------------------------------------------------- | --- | ----------------------------- | ----------------------------- | ----------------------------- | ----------------------------- | ----------------------------- | ----------------------------- | ----------------------------- | ----------------------------- | ----------------------------- | ----------------------------- | ----------------------------- | ----------------------------- | ------------------------------------------------------------------------------------------- |
| 1985                                                       | Killing Is My Business... and Business Is Good! - Lançamento: Maio de 1985 - Gravadora: Combat (MX 8015) - Formato: CD, CS, LP   | —                             | —                             | —                             | —                             | —                             | —                             | —                             | —                             | —                             | —                             | —                             | —                             | - Mundo: 300.000+                                                                           |
| 1986                                                       | Peace Sells... but Who's Buying? - Lançamento: Outubro de 1986 - Gravadora: Capitol (CDP 7-46370-2) - Formato: CD, CS, LP, DVD-A | 76                            | —                             | —                             | —                             | —                             | —                             | —                             | 182                           | —                             | —                             | —                             | —                             | - EUA: Platina - CAN: Platina - UK: Prata - Mundo: 2.000.000+                               |
| 1988                                                       | So Far, So Good... So What! - Lançamento: Janeiro de 1988 - Gravadora: Capitol (CDP 7-48148-2) - Formato: CD, CS, LP             | 28                            | 18                            | —                             | 40                            | —                             | —                             | —                             | 57                            | —                             | 37                            | 28                            | 18                            | - EUA: Platina - CAN: Platina - Mundo: 2.000.000+                                           |
| 1990                                                       | Rust in Peace - Lançamento: 24 de Setembro de 1990 - Gravadora: Capitol (CDP 7-98531-2) - Formato: CD, CS, LP                    | 23                            | 47                            | —                             | 70                            | —                             | —                             | —                             | 29                            | —                             | 34                            | 29                            | 8                             | - EUA: Platina - ARG: Ouro - CAN: Platina - RU: Prata - Mundo: 4.000.000+                   |
| 1992                                                       | Countdown to Extinction - Lançamento: 14 de Julho de 1992 - Gravadora: Capitol (CDP 7-91935-2) - Formato: CD, CS, LP             | 2                             | 14                            | 12                            | 25                            | —                             | —                             | 18                            | 6                             | —                             | 10                            | 16                            | 5                             | - EUA: 2× Platina - ARG: Ouro - AUS: Ouro - CAN: 3× Platina - RU: Prata - Mundo: 7.000.000+ |
| 1994                                                       | Youthanasia - Lançamento: 31 de Outubro de 1994 - Gravadora: Capitol (72438-29004-2-9) - Formato: CD, CS, LP                     | 4                             | 9                             | 26                            | 11                            | —                             | —                             | 13                            | 11                            | 20                            | 4                             | 32                            | 6                             | - EUA: Platina - ARG: Ouro - CAN: Platina - Mundo: 5.000.000+                               |
| 1997                                                       | Cryptic Writings - Lançamento: 17 de Junho de 1997 - Gravadora: Capitol (72438-38262-2-3) - Formato: CD, CS, LP                  | 10                            | 43                            | 30                            | 17                            | 2                             | 14                            | 22                            | 7                             | 48                            | 15                            | 45                            | 38                            | - EUA: Ouro - ARG: Ouro - CAN: Ouro - Mundo: 2.000.000+                                     |
| 1999                                                       | Risk - Lançamento: 31 de Agosto de 1999 - Gravdora: Capitol (72434-99134-0-0) - Formato: CD, CS, LP                              | 16                            | —                             | 34                            | 14                            | 8                             | 37                            | 38                            | 11                            | 39                            | 17                            | —                             | 29                            | - Mundo: 1.000.000+                                                                         |
| 2001                                                       | The World Needs a Hero - Lançamento: 15 de Maio de 2001 - Gravadora: Sanctuary (06076-84503-2) - Formato: CD, CS, LP             | 16                            | —                             | 59                            | 20                            | 23                            | 28                            | 36                            | 17                            | 80                            | 38                            | 94                            | 45                            | - Mundo: 600.000+                                                                           |
| 2004                                                       | The System Has Failed - Lançamento: 14 de Setembro de 2004 - Gravadora: Sanctuary (06076-84708-2) - Formato: CD                  | 18                            | —                             | 43                            | 10                            | 12                            | 28                            | 29                            | 15                            | 32                            | 14                            | 57                            | 60                            | - Mundo: 500.000+                                                                           |
| 2007                                                       | United Abominations - Lançamento: 14 de Maio de 2007 - Gravadora: Roadrunner (RR 8029-2) - Formato: CD, LP                       | 8                             | 23                            | 17                            | 5                             | 2                             | 40                            | 28                            | 9                             | 49                            | 15                            | 38                            | 23                            | - Mundo: 800.000+                                                                           |
| 2009                                                       | Endgame - Lançamento: 15 de Setembro de 2009 - Gravadora: Roadrunner (RR 7885-2) - Formato: CD, LP                               | 9                             | 11                            | 22                            | 4                             | 7                             | 28                            | 21                            | 5                             | 22                            | 17                            | 32                            | 24                            | - Mundo: 700.000+                                                                           |
| 2011                                                       | TH1RT3EN - Lançamento: 1 de novembro de 2011 - Gravadora: Roadrunner - Formato: CD, LP                                           | 11                            | 13                            | 28                            | 8                             | 8                             | 49                            | 25                            | 11                            | 42                            | 18                            | 23                            | 34                            | - Mundo: 500.000+                                                                           |
| 2013                                                       | Super Collider - Lançamento: Junho de 2013 - Gravadora: Tradecraft, via Universal - Formato: CD, LP                              | 6                             | 28                            | 26                            | 4                             | 4                             | 43                            | 24                            | 12                            | 36                            | 15                            | 21                            | 22                            | - Mundo: 100.000+                                                                           |
| 2016                                                       | Dystopia - Lançamento: 22 de janeiro de 2016 - Gravadora: Universal - Formato: CD, LP                                            | 3                             | 6                             | 14                            | 3                             | 3                             | 39                            | 10                            | 16                            | 25                            | 19                            | 7                             | 11                            |                                                                                             |
| 2022                                                       | The Sick, the Dying... and the Dead! - Lançamento: 2 de setembro de 2022 - Gravadora: Universal - Formato: CD, LP                |                               |                               |                               |                               |                               |                               |                               |                               |                               |                               |                               |                               |                                                                                             |
| "—" não chegou às paradas ou não foi lançado nessa região. | |                               |                               |                               |                               |                               |                               |                               |                               |                               |                               |                               |                               |                                                                                             |

## Álbuns ao vivo
| 2002                                                       | Rude Awakening - Lançamento: 19 de Março de 2002 - Gravadora: Sanctuary (06076-84544-2) - Formato: CD (+DVD), CS                         | 115 | —  | 100 | —  | 93 | —  | —  | —  | 129 | - EUA: 71.704+ |
| 2007                                                       | That One Night: Live in Buenos Aires - Lançamento: 4 de Setembro de 2007 - Gravadora: Image (ID3082LT) - Formato: CD                     | —   | —  | —   | —  | —  | —  | —  | —  | —   |                |
| 2010                                                       | Rust in Peace Live - Lançamento: 7 de Setembro de 2010 - Gravadora: Shout! Factory - Formato: CD                                         | 161 | 96 | 72  | —  | —  | 83 | —  | —  | —   |                |
| 2010                                                       | The Big 4 Live From Sofia, Bulgaria - Lançamento: 15 de Outubro de 2010 - Gravadora: Universal Music Records - Formato: CD, DVD, Blu-Ray | —   | 73 | —   | 31 | —  | —  | 75 | 63 | —   |                |
| 2013                                                       | Countdown to Extinction: Live - Lançado: 24 de Setembro de 2013 - Gravadora: Tradecraft/Universal - Formato: CD                          | 119 | —  | —   | —  | —  | —  | —  | —  | —   |                |
| "—" não chegou às paradas ou não foi lançado nessa região. | |     |    |     |    |    |    |    |    |     |                |

## Extended plays
| Ano  | Detalhes                                                                                                | Posições | Posições | Posições |
| Ano  | Detalhes                                                                                                | EUA      | JAP      | RU       |
| ---- | --- | -------- | -------- | -------- |
| 1991 | Maximum Megadeth - Lançamento: 8 de Abril de 1991 - Gravadora: Capitol (DPRO-79757) - Formato: CD       | —        | —        | —        |
| 1995 | Hidden Treasures - Lançamento: 18 de Julho de 1995 - Gravadora: Capitol (72438-33670-2-3) - Formato: CD | 90       | 13       | 28       |

## Coletâneas
| Ano  | Detalhes                                                                           | Posições nas listas de vendas | Posições nas listas de vendas | Posições nas listas de vendas | Posições nas listas de vendas | Posições nas listas de vendas |
| Ano  | Detalhes                                                                           | US                            | FIN                           | JPN                           | NZ                            | UK                            |
| ---- | ---------------------------------------------------------------------------------- | ----------------------------- | ----------------------------- | ----------------------------- | ----------------------------- | ----------------------------- |
| 2000 | Capitol Punishment: The Megadeth Years - Lançamento: 24 de outubro - Selo: Capitol | 66                            | —                             | 26                            | 41                            | 185                           |
| 2002 | Still Alive... and Well? - Lançamento: 10 de setembro - Selo: Sanctuary            | —                             | —                             | —                             | —                             | —                             |
| 2005 | Greatest Hits: Back to the Start - Lançamento: 28 de junho - Selo: Capitol         | 65                            | 21                            | —                             | —                             | 47                            |
| 2007 | Warchest - Lançamento: 9 de outubro - Selo: EMI                                    | —                             | 36                            | —                             | —                             | —                             |
| 2008 | Anthology: Set the World Afire - Lançamento: 30 de setembro - Selo: Capitol        | —                             | —                             | —                             | —                             | —                             |
| 2014 | Icon - Lançamento: 25 de fevereiro - Selo: Capitol                                 | —                             | —                             | —                             | —                             | —                             |

## Vídeos (VHS/DVD)
| 1991                                                                          | Rusted Pieces - Lançado: Abril de 1991 - Gravadora: Capitol - #: C5-40013 - Formato: VHS                                                         | 3  | — | — | —  | —  | — |                |                                                                                             |
| 1992                                                                          | Exposure of a Dream - Lançado: 3 de Novembro de 1992 - Gravadora: Capitol - Formato: VHS                                                         | 25 | — | — | —  | —  | — | - EUA: 27.000+ |                                                                                             |
| 1995                                                                          | Evolver: The Making of Youthanasia - Lançado: 2 de Maio de 1995 - Gravadora: Capitol - #: 72434-77794-3-5 - Formato: VHS                         | 13 | — | — | —  | —  | — | - EUA: 25.000+ |                                                                                             |
| 2001                                                                          | Behind the Music - Lançado: 16 de Outubro de 2001 - Gravadora: Sanctuary - #: 06076-88314-9 - Formato: DVD                                       | 23 | — | — | —  | —  | — | - EUA: 11.800+ |                                                                                             |
| 2002                                                                          | Rude Awakening - Lançado: 9 de Abril de 2002 - Gravadora: Sanctuary - #: 06076-88320-9 - Formato: DVD                                            | 2  | — | 8 | —  | —  | — | - EUA: 52.405+ | - EUA: Ouro - CAN: Ouro                                                                     |
| 2005                                                                          | Video Hits - Lançado: 11 de Janeiro de 2005 - Gravadora: Capitol - Formato: DVD                                                                  | —  | — | — | —  | —  | — | - EUA: 27.000+ |                                                                                             |
| 2006                                                                          | Arsenal of Megadeth - Lançado: 21 de Março de 2006 - Gravadora: Capitol - #: 09463-30929-9-0 - Formato: DVD                                      | 6  | 5 | 1 | 7  | —  | — |                | - EUA: Ouro - ARG: Platina - CAN: Platina                                                   |
| 2007                                                                          | That One Night: Live in Buenos Aires - Lançado: 6 de Março de 2007 - Gravadora: Image - #: ID3081LTDVD - Formato: DVD                            | 12 | 6 | 1 | 12 | 10 | — |                | - EUA: Ouro - CAN: Platina                                                                  |
| 2010                                                                          | Rust in Peace Live - Lançado: 15 de Outubro de 2010 - Gravadora: Universal - Formato: DVD, BD                                                    | 2  | 3 | 4 | 13 | —  | — |                |                                                                                             |
| 2010                                                                          | The Big 4 Live from Sofia, Bulgaria (com Slayer, Metallica e Anthrax) - Lançado: 29 de Outubro de 2010 - Gravadora: Universal - Formato: DVD, BD | 1  | — | 1 | 1  | —  | 3 |                | - EUA: 2× Platina - GER: Ouro - NZ: Ouro - BRA: Platina - AUS: 2× Platina - POL: 3× Platina |
| 2013                                                                          | Countdown to Extinction: Live - Lançado: 24 de Setembro de 2013 - Gravadora: Tradecraft/Universal - Formato: DVD, BD                             | —  | — | 4 | 9  | —  | 6 |                |                                                                                             |
| "—" denotes releases that did not chart or were not released in that country. | |    |   |   |    |    |   |                |                                                                                             |

## Singles
| Ano                                                        | Single                               | Posições | Posições | Posições | Posições | Posições | Posições | Posições | Álbum                                  |
| Ano                                                        | Single                               | US       | US Main. | AUS      | CAN      | IRL      | NZ       | UK       | Álbum                                  |
| ---------------------------------------------------------- | ------------------------------------ | -------- | -------- | -------- | -------- | -------- | -------- | -------- | -------------------------------------- |
| 1986                                                       | "Wake Up Dead"                       | —        | —        | —        | —        | —        | —        | 65       | Peace Sells... But Who's Buying?       |
| 1986                                                       | "Peace Sells"                        | —        | —        | —        | —        | —        | —        | —        | Peace Sells... But Who's Buying?       |
| 1988                                                       | "Mary Jane"                          | —        | —        | —        | —        | —        | 46       | 46       | So Far, So Good... So What!            |
| 1988                                                       | "Anarchy in the U.K."                | —        | —        | —        | —        | —        | 13       | 45       | So Far, So Good... So What!            |
| 1988                                                       | "In My Darkest Hour"                 | —        | —        | —        | —        | —        | —        | 26       | So Far, So Good... So What!            |
| 1990                                                       | "No More Mr. Nice Guy"               | —        | —        | 48       | —        | 7        | —        | 13       | Shocker                                |
| 1990                                                       | "Holy Wars... The Punishment Due"    | —        | —        | —        | —        | 12       | —        | 24       | Rust in Peace                          |
| 1991                                                       | "Hangar 18"                          | —        | —        | —        | —        | 25       | —        | 26       | Rust in Peace                          |
| 1992                                                       | "Foreclosure of a Dream"             | —        | 30       | —        | —        | —        | —        | —        | Countdown to Extinction                |
| 1992                                                       | "Symphony of Destruction"            | 71       | 29       | —        | 91       | 14       | 15       | 15       | Countdown to Extinction                |
| 1993                                                       | "Skin o' My Teeth"                   | —        | —        | —        | —        | 11       | —        | 13       | Countdown to Extinction                |
| 1993                                                       | "Sweating Bullets"                   | —        | 27       | —        | —        | 18       | —        | 26       | Countdown to Extinction                |
| 1994                                                       | "Train of Consequences"              | —        | 29       | —        | —        | —        | —        | 22       | Youthanasia                            |
| 1995                                                       | "À Tout le Monde"                    | —        | 31       | —        | —        | —        | —        | —        | Youthanasia                            |
| 1995                                                       | "Angry Again"                        | —        | 18       | —        | —        | —        | —        | —        | Hidden Treasures                       |
| 1995                                                       | "99 Ways to Die"                     | —        | 23       | —        | —        | —        | —        | —        | Hidden Treasures                       |
| 1997                                                       | "Trust"                              | —        | 5        | —        | —        | —        | —        | —        | Cryptic Writings                       |
| 1997                                                       | "Almost Honest"                      | —        | 8        | —        | —        | —        | —        | —        | Cryptic Writings                       |
| 1998                                                       | "Use the Man"                        | —        | 15       | —        | —        | —        | —        | —        | Cryptic Writings                       |
| 1998                                                       | "A Secret Place"                     | —        | 19       | —        | —        | —        | —        | —        | Cryptic Writings                       |
| 1999                                                       | "Crush 'Em"                          | —        | 6        | —        | —        | —        | —        | —        | Risk                                   |
| 2000                                                       | "Breadline"                          | —        | 6        | —        | —        | —        | —        | —        | Risk                                   |
| 2000                                                       | "Insomnia"                           | —        | 26       | —        | —        | —        | —        | —        | Risk                                   |
| 2000                                                       | "Kill the King"                      | —        | 21       | —        | —        | —        | —        | —        | Capitol Punishment: The Megadeth Years |
| 2001                                                       | "Moto Psycho"                        | —        | 22       | —        | —        | —        | —        | —        | The World Needs a Hero                 |
| 2001                                                       | "Dread and the Fugitive Mind"        | —        | —        | —        | —        | —        | —        | —        | The World Needs a Hero                 |
| 2004                                                       | "Die Dead Enough"                    | —        | 21       | —        | —        | —        | —        | —        | The System Has Failed                  |
| 2005                                                       | "Of Mice and Men"                    | —        | 39       | —        | —        | —        | —        | —        | The System Has Failed                  |
| 2005                                                       | "The Scorpion"                       | —        | —        | —        | —        | —        | —        | —        | The System Has Failed                  |
| 2006                                                       | "Gears of War"                       | —        | —        | —        | —        | —        | —        | —        | United Abominations                    |
| 2007                                                       | "À Tout le Monde (Set Me Free)"      | —        | —        | —        | —        | —        | —        | —        | United Abominations                    |
| 2007                                                       | "Washington Is Next!"                | —        | —        | —        | —        | —        | —        | —        | United Abominations                    |
| 2007                                                       | "Never Walk Alone... A Call to Arms" | —        | —        | —        | —        | —        | —        | —        | United Abominations                    |
| 2009                                                       | "Head Crusher"                       | —        | —        | —        | —        | —        | —        | —        | Endgame                                |
| 2010                                                       | "The Right to Go Insane"             | —        | 34       | —        | —        | —        | —        | —        | Endgame                                |
| 2010                                                       | "44 Minutes"                         | —        | —        | —        | —        | —        | —        | —        | Endgame                                |
| 2010                                                       | "Sudden Death"                       | —        | —        | —        | —        | —        | —        | —        | Guitar Hero: Warriors of Rock          |
| 2011                                                       | "Never Dead"                         | —        | —        | —        | —        | —        | —        | —        | Thirteen                               |
| 2011                                                       | "Public Enemy No. 1"                 | —        | 28       | —        | —        | —        | —        | —        | Thirteen                               |
| 2012                                                       | "Whose Life (Is It Anyways?)"        | —        | —        | —        | —        | —        | —        | —        | Thirteen                               |
| 2013                                                       | "Super Collider"                     | —        | 48       | —        | —        | —        | —        | —        | Super Collider                         |
| 2015                                                       | "Fatal Illusion"                     | —        | —        | —        | —        | —        | —        | —        | Dystopia                               |
| 2015                                                       | "The Threat Is Real"                 | —        | —        | —        | —        | —        | —        | —        | Dystopia                               |
| 2016                                                       | "Dystopia"                           | —        | 28       | —        | —        | —        | —        | —        | Dystopia                               |
| 2016                                                       | "Post-American World"                | —        | 36       | —        | —        | —        | —        | —        | Dystopia                               |
| "—" não chegou às paradas ou não foi lançado nessa região. |                                      |          |          |          |          |          |          |          |                                        |

## Vídeos musicais
| Ano  | Título                               | Diretor(es)                     |
| ---- | ------------------------------------ | ------------------------------- |
| 1986 | "Peace Sells"                        | Robert Longo                    |
| 1987 | "Wake Up Dead"                       | Penelope Spheeris               |
| 1988 | "In My Darkest Hour"                 | Penelope Spheeris               |
| 1988 | "Anarchy in the U.K."                | David Mackie                    |
| 1989 | "No More Mr. Nice Guy"               | Penelope Spheeris               |
| 1990 | "Holy Wars... The Punishment Due"    | Benjamin Stokes, Eric Zimmerman |
| 1990 | "Hangar 18"                          | Paul Boyington                  |
| 1991 | "Go to Hell"                         | Eric Zimmerman, Eric Koziol     |
| 1992 | "Foreclosure of a Dream"             | Jeff Richter                    |
| 1992 | "High Speed Dirt"                    | Eric Zimmerman, Eric Koziol     |
| 1992 | "Symphony of Destruction"            | Wayne Isham                     |
| 1992 | "Skin o' My Teeth"                   | Eric Zimmerman, Eric Koziol     |
| 1993 | "99 Ways to Die"                     | Wayne Isham                     |
| 1993 | "Sweating Bullets"                   | Wayne Isham                     |
| 1994 | "À Tout le Monde"                    | Justin Keith                    |
| 1994 | "Reckoning Day"                      | Jerry Behrens                   |
| 1994 | "Angry Again"                        | Wayne Isham                     |
| 1994 | "Train of Consequences"              | Wayne Isham                     |
| 1997 | "Trust"                              | Liz Friedlander                 |
| 1997 | "Almost Honest"                      | Scott Richter                   |
| 1998 | "A Secret Place"                     | Kyle LaBreche                   |
| 1999 | "Insomnia"                           | Len Wiseman                     |
| 1999 | "Crush 'Em"                          | Len Wiseman                     |
| 2000 | "Breadline"                          | John Richards                   |
| 2001 | "Moto Psycho"                        | Nathan Cox                      |
| 2004 | "Die Dead Enough"                    | Thomas Mignone                  |
| 2005 | "Of Mice and Men"                    | Michael Sarna                   |
| 2007 | "À Tout le Monde (Set Me Free)"      | Aggressive                      |
| 2007 | "Never Walk Alone... A Call to Arms" | Labworks                        |
| 2009 | "Head Crusher"                       | Patrick Kendall                 |
| 2010 | "The Right to Go Insane"             | Bill Fishman                    |
| 2011 | "Public Enemy No. 1"                 | Kevin McVey                     |
| 2012 | "Whose Life (Is It Anyways?)"        | Cody Calahan                    |
| 2013 | "Super Collider"                     |                                 |
| 2015 | "The Threat is Real"                 | Blair Underwood                 |
| 2016 | "Dystopia"                           | Blair Underwood                 |
| 2016 | "Poisonous Shadows"                  | Blair Underwood                 |
| 2016 | "Post American World"                | Blair Underwood                 |
| 2016 | "Conquer Or Die"                     | Blair Underwood                 |